# マーティン・リチャーズ
マーティン・リチャーズ（Martin Richards, 1932年3月11日 - 2012年11月26日）は、アメリカ合衆国の舞台及び映画プロデューサーである。マーティ・リチャーズ（Marty Richards）とクレジットされることもある。

## 人物
2002年の『シカゴ』でアカデミー作品賞を受賞した。
妻は同じくプロデューサーのメアリー・リー・ジョンソンである。
2012年11月26日に癌で亡くなった。翌27日の午後7時、リチャーズを偲んでブロードウェイ・シアターのマーキーが薄暗くされた。

## フィルモグラフィ
- Some of My Best Friends Are... (1971) 製作
- ブラジルから来た少年 The Boys from Brazil (1978) 製作
- シャイニング The Shining (1980) アソシエイトプロデューサー
- アパッチ砦・ブロンクス Fort Apache, The Bronx (1981) 製作
- シカゴ Chicago (2002) 製作